# 釋志德
釋志德（1235年—1322年），號雲巖，御賜號佛光大師。俗姓鎦，山東東昌人（今中國山東省聊城市），為元朝金陵天禧寺沙門。

## 生平
志德法師十二歲時，於廣東順德開元寺依海聞和尚學習經教，之後前往龍興寺聽法照禧和尚講唯識法相，便依止在其座下深造，經數年精進，盡得所學。
元世祖至元二十五年（1288年），下詔江淮地區建立御講所三十六所，要求各宗主講必須是其宗修持經教最杰出的行者來擔任。志德法師被選上，蒙元世祖召見賜宴供養，並賜紫方袍一襲，命法師主持天禧寺及旌忠寺。每日開講《法華經》、《華嚴經》、《金剛經》、《唯識》等論疏，凡三十一年之久，帝賜號「佛光大師」。
志德法師持戒精嚴，以身作則，使徒眾們個個戒行謹慎不敢違犯，如果有侵用常住公物者，用一要罰百，故意違犯者，將被趕出僧團。法師住在天禧寺三十多年，一套僧服、一雙僧鞋，終生不換；持過午後不食戒，夜晚長坐不臥到天明。晚年，因精進勤苦誦經，導致失明，一夜忽然夢到一印度僧人迎接他到兜率陀天彌勒內院，安排他坐高座，見到空中散花飄落如雨，美麗異常！
元英宗至治二年（1322）二月七日，身體有微疾，是日誦經不斷，一段時間後，向大眾告辭，便安然坐化圓寂，世壽八十八歲。圓寂後奉於龕中，經過二十一天，法師的容貌氣色依舊紅潤如生，不可思議。火化荼毘後，拾得舍利子無數，參加告別法會計有數萬人之多。並於江寧張家山建舍利塔供奉，翰林學士趙孟頫為塔題寫碑銘。

## 法嗣

### 師長
- 釋海聞
- 釋法照